# Иванов, Иван Иванович (конструктор)
Иван Иванович Иванов (21 ноября 1918, Раменье (Шишковское сельское поселение), Бежецкий район — 18 апреля 1999, Днепропетровск) — советский хозяйственный, государственный и политический деятель, Герой Социалистического Труда, доктор технических наук, профессор, член-корреспондент Академии наук Украинской ССР.

## Биография
Родился в 1918 году в деревне Раменье. Член КПСС.
С 1940 года — на хозяйственной, общественной и политической работе. В 1940—1999 гг. — конструктор в ОКБ Казанского авиамоторного завода, начальник конструкторской группы, ведущий конструктор ОКБ Глушко, заместитель начальника отдела, заместитель главного конструктора, начальник двигательного КБ-4, главный конструктор КБ по разработке двигателей, заместитель генерального конструктора ГКБ «Южное» города Днепропетровска, старший научный сотрудник ГКБ «Южное», старший научный сотрудник института механики Национальной Академии Украины.
Без отрыва от производства учился в Казанском авиационном институте. В 1946 году первым защитил дипломный проект по жидкостным ракетным двигателям.
Одновременно старший преподаватель, доцент, профессор кафедры теплотехники на физико-техническом факультете Днепропетровского государственного университета.
Указом Президиума Верховного Совета СССР от 17 июня 1961 года присвоено звание Героя Социалистического Труда с вручением ордена Ленина и золотой медали «Серп и Молот».
Лауреат медалей С. П. Королева и М. К. Янгеля.
Умер в Днепропетровске в 1999 году.